# Ню Плимът
Ню Плимът (на английски: New Plymouth) е град в окръг Пайет, щата Айдахо, САЩ. Ню Плимът е с население от 1400 жители (2000) и обща площ от 1,8 km². Намира се на 689 m надморска височина. ЗИП кодът му е 83655, а телефонният му код е 208.